# Узини
Узини (итал. Usini) — коммуна в Италии, располагается в регионе Сардиния, подчиняется административному центру Сассари.
Население составляет 3748 человек, плотность населения составляет 122,16 чел./км². Занимает площадь 30,68 км². Почтовый индекс — 7049. Телефонный код — 079.
В коммуне 8 сентября особо празднуется Рождество Пресвятой Богородицы.